# Мост Бенджамина Франклина
Мост Бенджамина Франклина (англ. Benjamin Franklin Bridge) — совмещённый автомобильно-железнодорожный висячий мост через реку Делавэр, соединяющий города Филадельфия (штат Пенсильвания) и Камден (штат Нью-Джерси). Через него проходят межштатная автомагистраль  I-676 и федеральное шоссе  US 30 (всего 7 полос для автомобильного движения), а также два железнодорожных пути, по которым курсируют поезда PATCO Speedline.
Мост был назван в честь американского политика и учёного Бенджамина Франклина (1706—1790).

## История

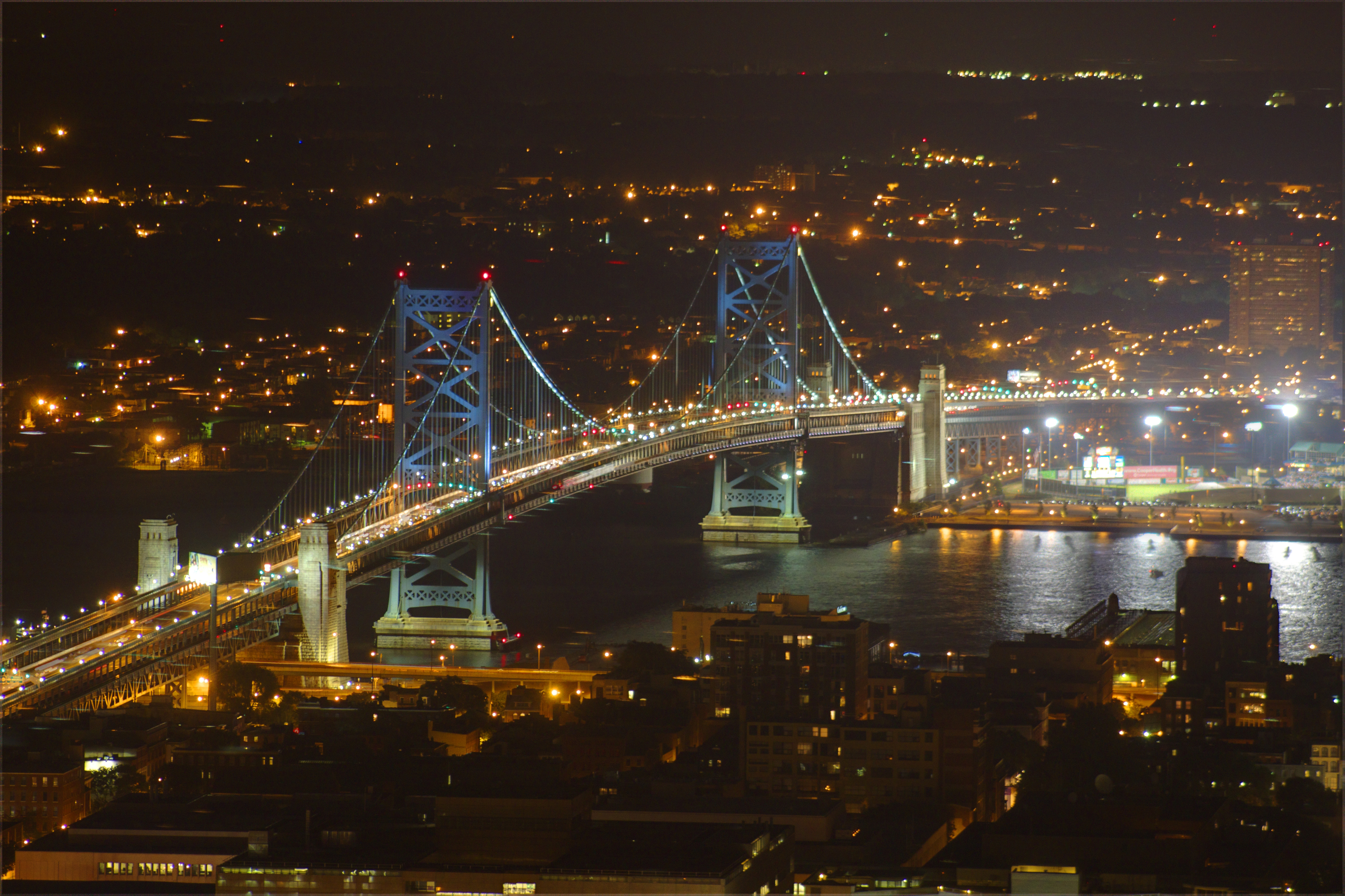
Мост Бенджамина Франклина при ночном освещении

В 1918 году штатами Пенсильвания и Нью-Джерси были созданы комиссии для изучения и подготовки возможного строительства моста через реку Делавэр, а 12 декабря 1919 года была создана объединённая комиссия (англ. Delaware River Bridge Joint Commission), которая назначила главным инженером по строительству моста Рудольфа Моджески (Rudolphe Modjeski).
К началу 1922 года объединённая комиссия одобрила проект моста подвесного типа, согласно дизайну, предложенному Рудольфом Моджески и архитектором Полем Филиппом Кретом (Paul Philippe Cret). Строительство моста началось 6 января 1922 года и было окончено в 1926 году.
Незадолго до открытия моста между штатами Нью-Джерси и Пенсильвания возникли серьёзные разногласия по вопросу об оплате проезда через мост. Согласно официальной позиции Пенсильвании, плата за проезд по мосту не должна была взиматься, а расходы на его содержание должны были быть компенсированы через налоги. Представители Нью-Джерси настаивали на взимании платы за проезд. Кризис, связанный с этими разногласиями, оказался настолько серьёзным, что строительство моста было на какое-то время заморожено — более того, даже появились предложения вообще снести этот мост. В конце 1925 года это дело достигло Верховного суда США, который дал штатам шесть месяцев на самостоятельное урегулирование конфликта. В конце концов было решено ввести плату за проезд по мосту.
Новый мост через реку Делавэр (который в начале так и назывался — Delaware River Bridge) был открыт для движения 1 июля 1926 года. На момент открытия он был самым длинным висячим мостом в мире по длине основного пролёта.

## Конструкция

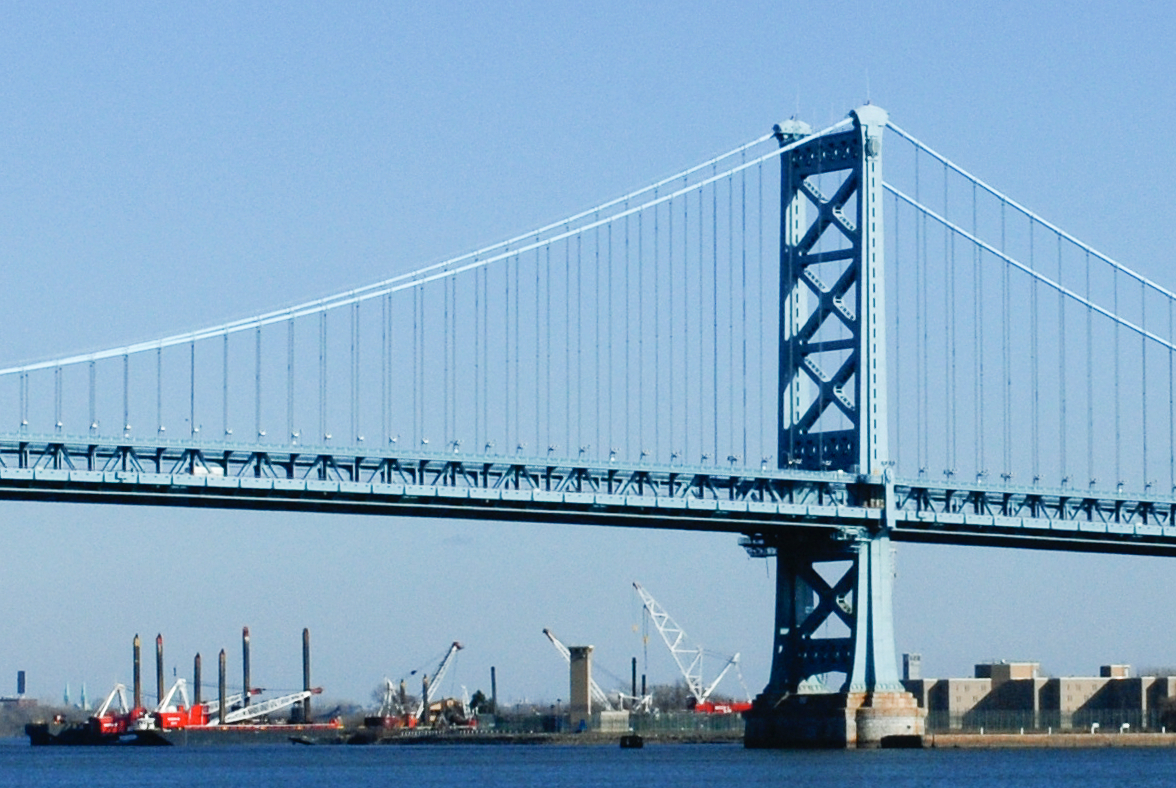
Одна из центральных опор моста

Мост Бенджамина Франклина — подвесного типа. Он содержит две центральные стальные опоры высотой 117,3 м, а также два устоя по краям реки. Высота устоев моста вместе с гранитными башнями — 53,3 м.
Протяжённость основного пролёта моста — 533,4 м (по другим данным, 533,75 м). Длина каждого из пролётов от устоев моста до центральных опор — 271,9 м, расстояние между устоями — 1077,8 м, общая длина моста (вместе с подводящими путями) — 2918 м. Выстота моста над рекой (в центре моста) — 41,1 м.
Полная ширина моста — 39,0 м, ширина проезжей части — 23,8 м. Кроме семи полос для автомобильного движения, есть два пути междугороднего метрополитена PATCO Speedline.
Мост поддерживается двумя стальными канатами диаметром 30 дюймов (76 см). Каждый канат состоит из 18 666 проволок.